# Recy Taylor
Recy Taylor (Abbeville, 31 de dezembro de 1919 – Abbeville, 28 de dezembro de 2017) foi uma personalidade afro-americana. O caso de violência sexual que sofreu em 1944, cometido por seis homens brancos que confessaram o crime mas foram absolvidos, é considerado um marco precursor do movimento americano pelos direitos civis.

## Circunstâncias
Taylor era uma jovem meeira que cuidava de seus irmãos e irmãs desde a morte de sua mãe. 
No dia 3 de setembro de 1944, foi à igreja para um culto de canções e orações, mas ao sair do local, foi sequestrada por sete homens brancos, tornando-se vítima de estupro coletivo. Seis dos sequestradores participaram do crime, enquanto um deles se recusou por conhecê-la pessoalmente.
No dia seguinte, passou por ameaças de morte, e uma bomba incendiária foi lançada em sua casa por supremacistas brancos.
Apesar dos seis homens terem sido identificados, um grande júri reunido uma semana depois recusou-se a indiciá-los, pois nenhuma acusação formal foi apresentada contra eles.

## Um evento precursor do movimento pelos direitos civis
Paralelamente às investigações oficiais, esse crime, « catalisador inicial do movimento americano pelos direitos civis », é objeto de uma investigação liderada pela National Association for the Advancement of Colored People de Montgomery (Alabama) que atribui o arquivo a Rosa Parks. A sua investigação é dificultada pela atitude hostil do xerife de Abbeville.
Em 25 de novembro de 1944, Rosa Parks criou o Comitê para Justiça Igualitária para a Sra. Recy Taylor. As iniciativas do comitê forçaram o governador Chauncey Sparks a reabrir a investigação, levando a um segundo grande júri. Quatro dos seis homens admitiram ter feito sexo com Taylor, mas afirmaram que ela consentiu e que lhe pagaram por isso. Todos são liberados novamente. Taylor e sua família se mudaram para a Flórida, onde ela voltou ao anonimato.

## Reconhecimento
O caso voltou a chamar a atenção com a publicação, em 2010, do livro Black Women, Rape and Resistance da historiadora Danielle L. McGuire. Sua publicação levou a um pedido formal de desculpas da legislatura do Alabama no ano seguinte.
No final de 2017, a cineasta americana Nancy Buirski dedicou um documentário ao estupro de Taylor, recebendo um prêmio no Festival de Cinema de Veneza, com Taylor morrendo três semanas após seu lançamento. No dia 9 de janeiro de 2018, enquanto recebia o Prêmio Cecil B. DeMille durante o Globo de Ouro, a apresentadora Oprah Winfrey relembrou a história de Taylor enquanto discursava sobre o caso Harvey Weinstein.